# Фундація Нобеля

Медаль Нобеля

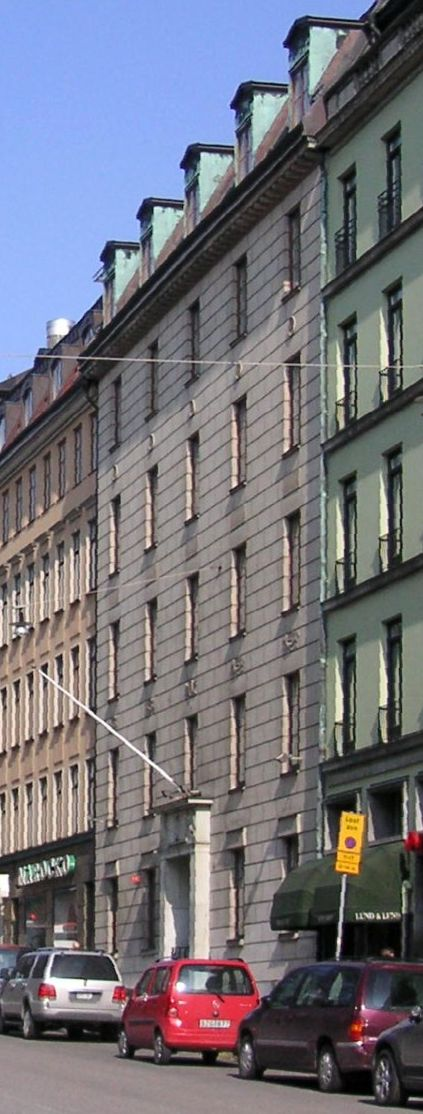
Офіси Фундації Нобеля розташовані в Стокгольмі

Фундація Нобеля (швед. Nobelstiftelsen) — приватна організація в Стокгольмі (Швеція), заснована 29 червня 1900 року для управляння фінансами та адмініструванням Нобелівських премій. Фундація заснована на заповіті Альфреда Нобеля, винахідника динаміту. У відомості організації знаходяться також і Нобелівські симпозіуми з важливих проривів у науці та з тем, що мають культурне та соціальне значення.

## Історія
Альфред Бернард Нобель (народжений 21 жовтня 1833 року в Стокгольмі, Швеція) був хіміком, інженером, новатором, виробником військової продукції та винахідник динаміту. У його власності була металургійна фірма Бофорс, перебування якої у власності Альфреда Нобеля надало їй значного поштовху до переходу до хімічного та гарматного виробництва — Бофорс займалася як виробництвом військової зброї (літаки, танки), так і виробництвом пороху тощо. Альфред Нобель запатентував 355 різних винаходів, серед яких винайдення динаміту найбільш відомий. Нобель помер в 1896 році від стенокардії у своїй віллі в Санремо, Італія, де він проживав останні роки свого життя.

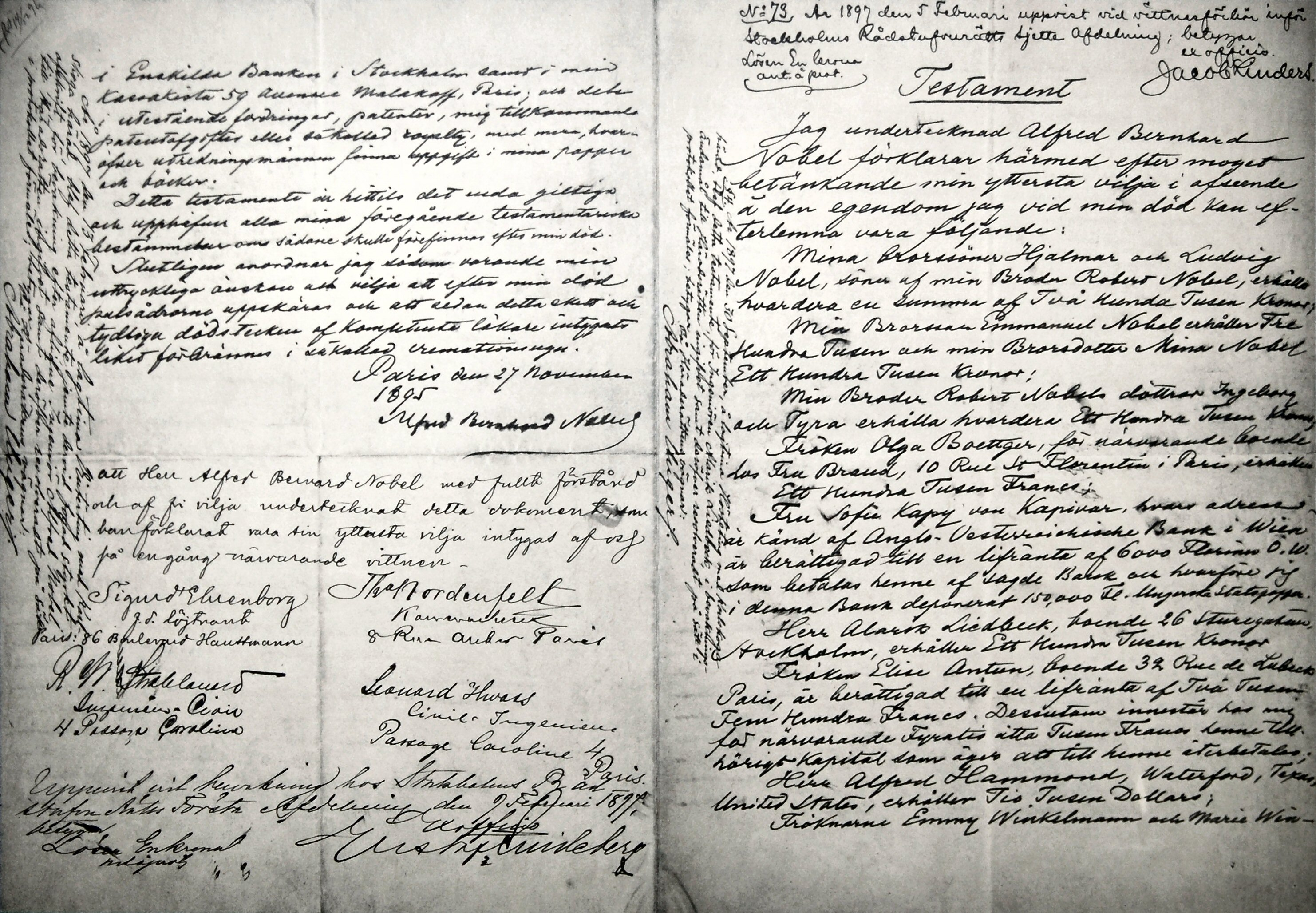
Заповіт Альфреда Нобеля від 25 листопада 1895 року

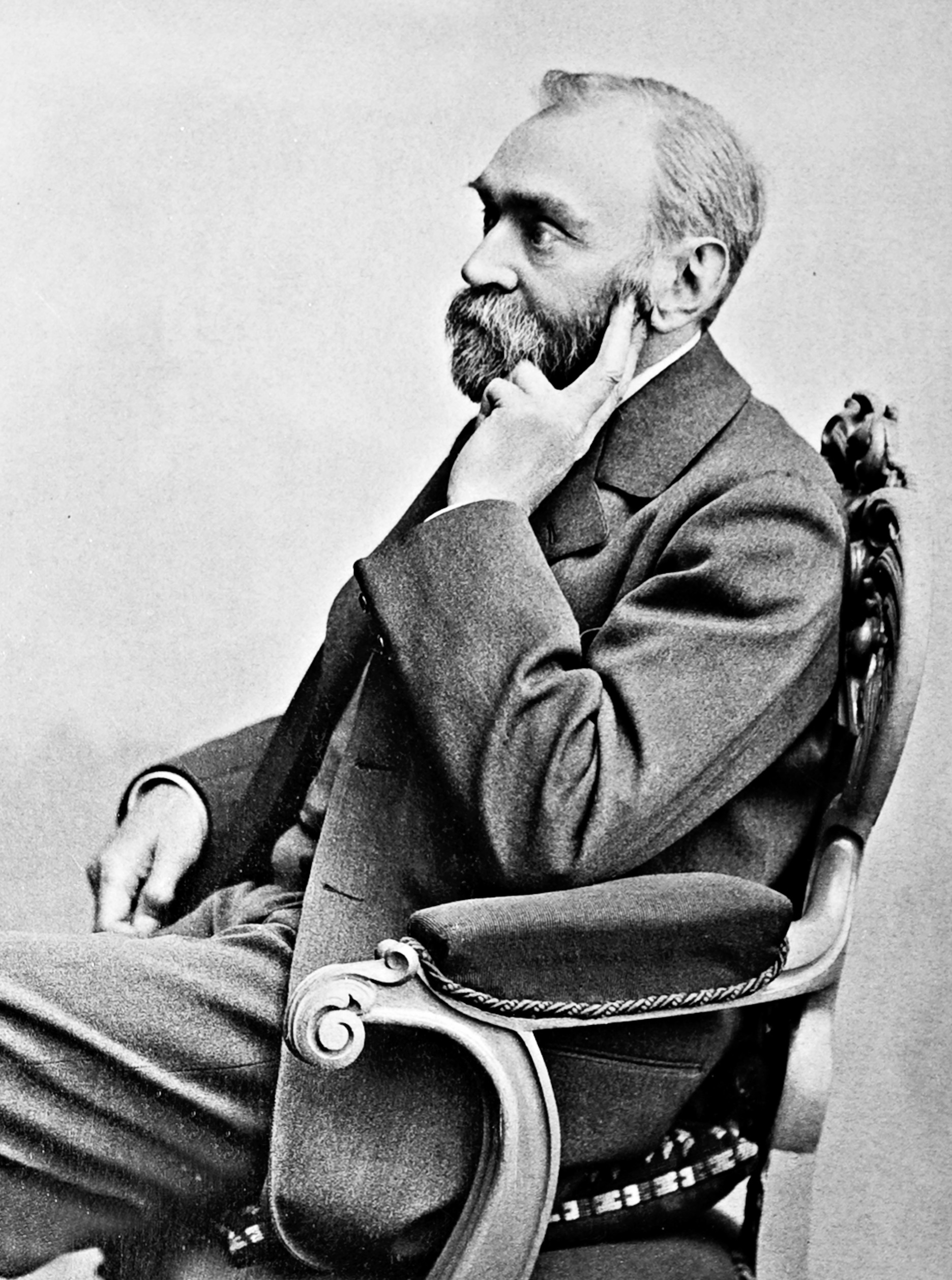
Портрет Альфреда Нобеля написаний Ґестом Флорманом

Заповіт Нобеля, на подив багатьох, містив вимогу, щоби його гроші були використанні для премій у фізиці, хімії, мирі, фізіології та медицині і, нарешті, літературі. Хоча Альфред і написав декілька заповітів протягом свого життя, останній був написаний трішки більше ніж рік до його смерті та був підписаний в Шведсько-Норвезькому клубі в Парижі 27 листопада 1895 року. Нобель заповів 94% всього свого майна (31 мільйон Шведських крон) на заснування та забезпечення п’ятьох Нобелівських премій. (На 2008 рік ця сума рівна 186 мільйонам доларів США.)

## Фундація Нобеля
Фундація Нобеля була заснована 29 червня 1900 року як приватна організація спеціально для управляння фінансами та адмініструванням Нобелівських премій. 
Фундація базується на останньому побажанні та заповіті Альфреда Нобеля. Спочатку заповіт Нобеля викликав багато скептицизму та критики і тому він був затверджений лише 26 квітня 1897 року Норвезьким парламентом Стортингом. Невдовзі після цього були призначені члени Норвезького Нобелівського комітету, який присуджує премії з миру. Незабаром й інші присуджувальні організації були засновані: Каролінський Інститут —  7 червня, Шведська академія — 9 червня та Шведська королівська академія наук — 11 червня. Далі Нобелівська фундація вирішувала питання пов’язанні з узгодженням основних засад присудження Нобелівської премії. В 1900 році створені статути Фундації Нобеля були обнародувані королем Оскаром II.
В 1905 році Шведсько-норвезька унія була розірвана і тому відповідальність з присудження Нобелівських премій була розділена між цими двома країнами — Норвезький Нобелівський комітет став присуджувальним органом премії миру, тоді як Швеція присуджує всі інші премії.